# Ricnobelis aenescens
Ricnobelis aenescens is een keversoort uit de familie Belidae. De wetenschappelijke naam van de soort is voor het eerst geldig gepubliceerd in 1915 door Broun.